# Бакарджиев, Георги
Георги Стефанов Бакарджиев (болг. Георги Стефанов Бакърджиев; род. 30 августа 1899, Карлово — 21 января 1972, София, Болгария) — болгарский художник-керамист и пейзажист. Заслуженный деятель искусств Болгарии (1967). Лауреат Димитровской премии.

## Биография
С 1919 обучался искусству изготовления художественного стекла и керамики в Париже. В 1923—1940 годах жил и работал в своем ателье в Севре. Во время французского периода творчества Г. Бакарджиев работал, в основном, со стеклом, холодным фарфором и керамикой.
Его работы получили высокую оценку и были отмечены престижными международными премиями и призами (Grand Prix — Льеж , 1930, и т. д.).
В 1940 году вернулся на родину. Тогда же, начался новый период в его творчестве, с возвратом к национальным традициям. Г. Бакарджиев в это период изучал народное прикладное искусство, воссоздавал лучшие болгарские традиции керамики, возродил некоторые древние славянские формы. Занимался также и живописью.
Провёл ряд персональных выставок в Болгарии и за рубежом (1941, 1942, 1943, 1946, 1957, 1962, 1965, 1967, 1969 и 1970).
Работал с различными керамическими технологиями (керамическая плитка, серая и расписная керамики, керамогранит и т. д.). Автор декоративных керамических фигур и монументальной архитектурной керамики.
Опубликовал более 200 статей по вопросам истории развития керамики.

## Избранные публикации
- «Керамиката в България» — 1956.
- «Кована мед» — 1957.
- «Бусинска керамика» — 1967.
- «Венко Колев. Монография» — 1968.

## Награды
- Орден «Красное Знамя Труда» (1960)
- Орден Народной Республики Болгария (1971)
- Димитровская премия (1959)